# 루카스 엘리엇 에벌
루카스 엘리엇 에벌(Lucas Elliot Eberl, 1986년 3월 29일 ~ )은 미국의 배우, 각본가, 영화 프로듀서, 영상 편집자, 영화배우이다.
볼더에서 태어났다.

## 영화
- 유 어보브 올 (2015년)
- 마스터리스 (2015년)
- 퍼펙트 걸 (2014년)
- 파이널 리코스 (2013년) - 윌 역
- 아이보그 (2009년)
- 추즈 코너 (2007년)
- 혹성 탈출 (2001년) - 번 역
- 다크니스 (1998년)